# Ectatomma

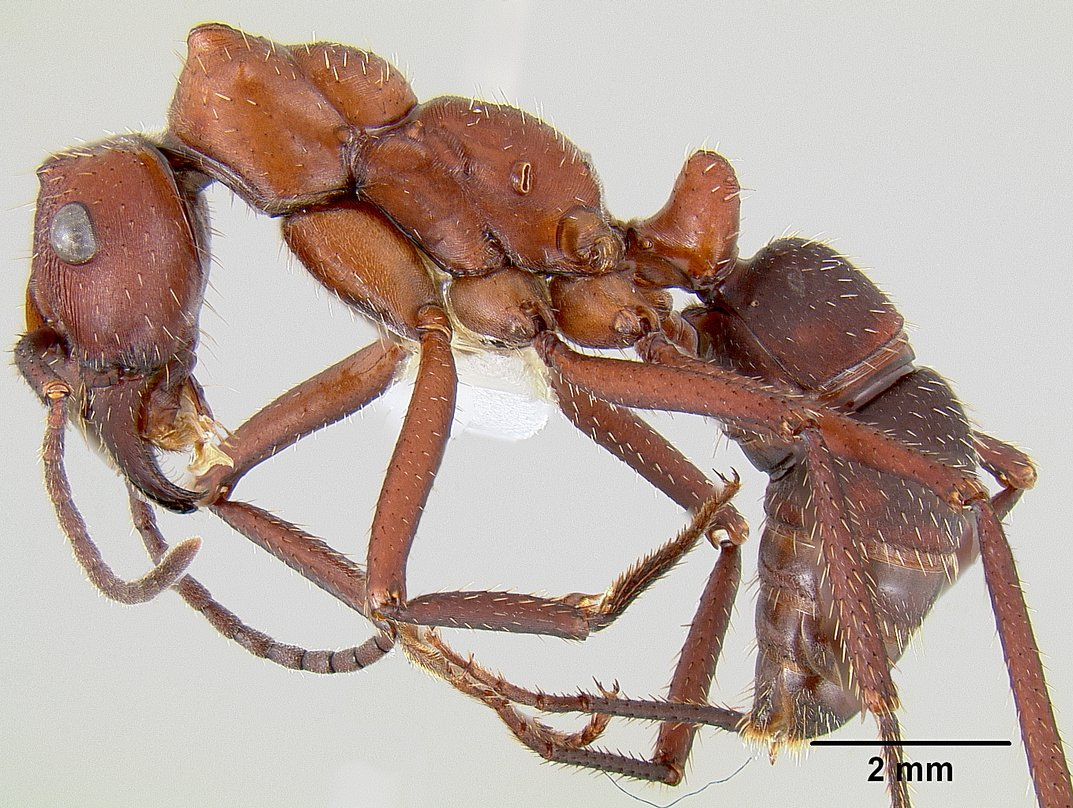
Ectatomma opaciventre

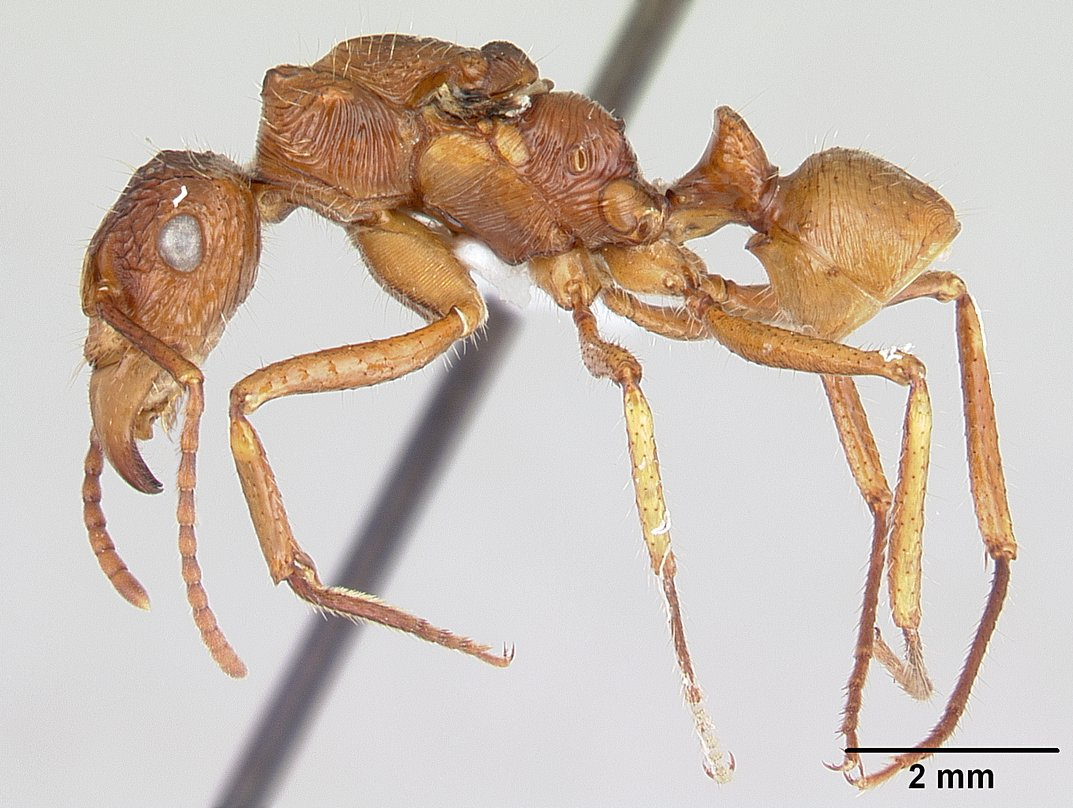
Ectatomma parasiticum

Эктатомма (лат. Ectatomma) — род мелких муравьёв (Formicidae) из подсемейства Ectatomminae.

## Распространение
Неотропика. Центр происхождения рода находится в регионе Парана Южной Америки.

## Описание
Муравьи мелкого и среднего размера (длина менее 1 см), муравейники расположены в почве. Усики рабочих и самок 12-члениковые, а у самцов состоят из 13 сегментов (булава отсутствует). В нижнечелюстных и нижнегубных щупиках рабочих по 2 членика (формула щупиков 2,2, у самцов 5,3). Мандибулы рабочих с 12—30 зубцами (у самцов 8—9). Глаза хорошо развиты. Заднегрудка с проподеальными мелкими зубцами или бугорками (у представителей близкого рода Gnamptogenys проподеум невооружённый). Голени задних ног с одной простой шпорой, или она отсутствует (у представителей подсемейства понерины там 2 шпоры). Стебелёк между грудкой и брюшком состоит из одного сегмента (петиоль). Развита явная перетяжка между 3-м и 4-и абдоминальным сегментами (аналог постпетиоля мирмицин). Жало хорошо развито.

## Генетика
Геном вида Ectatomma tuberculatum составляет 0,71 пг (C value) и является одним из крупнейших из обнаруженных у муравьёв. Кроме самок нормального размера (макрогин) обнаружены мелкие микрогины. Однако, если у вида Ectatomma ruidum микрогины играют роль расселительной стадии, то в других случаях это социальный паразит, а из вида Ectatomma tuberculatum даже выделен и описан отдельный генетически отличимый новый вид Ectatomma parasiticum Feitosa & Fresneau, 2008.

## Систематика
Около 15 видов, в том числе один ископаемый (†Ectatomma gracile Emery, 1891). Род ранее включали в состав подсемейства Ponerinae, теперь его относят к подсемейству Ectatomminae.
- Ectatomma brunneum Smith, 1858
- Ectatomma confine Mayr, 1870
- Ectatomma edentatum Roger, 1863
- Ectatomma gibbum Kugler & Brown, 1982
- Ectatomma goninion Kugler & Brown, 1982
- †Ectatomma gracile Emery, 1891
- Ectatomma lugens Emery, 1894
- Ectatomma muticum Mayr, 1870
- Ectatomma opaciventre (Roger, 1861)
- Ectatomma parasiticum Feitosa & Fresneau, 2008[10]
- Ectatomma permagnum Forel, 1908
- Ectatomma planidens Borgmeier, 1939
- Ectatomma quadridens (Fabricius, 1793)
- Ectatomma ruidum (Roger, 1860)
- Ectatomma suzanae Almeida Filho, 1986
- Ectatomma tuberculatum (Olivier, 1792)
- Ectatomma vizottoi Almeida Filho, 1987